# Parkway Drive
Parkway Drive — австралійський металкор гурт з міста Байрон-Бей, заснований в 2003 році. На 2016 рік гурт випустив чотири студійні альбоми, один міні-альбом, та спліт-альбом з гуртом I Killed the Prom Queen. Останні три альбоми увійшли в топ 10 в чарті ARIA.

## Історія
Група утворилася влітку 2002 року під назвою Parkway Drive. Як ім'я групи було взято назву однієї з вулиць міста Байрон Бей - Parkway Dr. Небагато часу пройшло з моменту виникнення групи, як «Parkway Drive» записують спліт з іншою австралійською металкор-групою I Killed the Prom Queen. Пізніше їх записи включають в хардкор-збірку What We've Built і паралельно виходить їх EP Don't Close Your Eyes. У травні 2005 року гурт вирушає до США, де записує дебютний альбом. Продюсером Killing with a Smile виступив Адам Дуткевич (Adam Dutkiewicz), гітарист групи Killswitch Engage
У 2006 році за сімейними обставинами (народження сина) групу залишає бас-гітарист Шон Кеш (Shaun Cash) за повної підтримки решти учасників. На зміну Шону приходить Джайя О'Коннор (Jia O'Connor), який займався продажем Мерчандайзинг|мерчандайза] Parkway Drive. Джайя дограв з групою її перший тур за межами Австралії (в Європі), маючи на той час дуже слабкі навички гри на бас-гітарі.
У 2007 році гурт записує другий повноформатний студійний альбом під назвою "Horizons", також за допомогою Адама Дуткевича. Альбом дебютує на 6 позиції в ARIA Chart. Трохи пізніше група знімає кліп на одну з пісень альбому - "Boneyards" https://www.youtube.com/watch?v=tptChkpxMoQ.
Альбом Horizons на поточний момент має мульти-платиновий статус в Європі.
У червні 2010 року гурт випустив третій повноформатний студійний альбом під назвою Deep Blue. Продюсером альбому виступив Джо Барресі (Joe Barresi), відомий по роботі з такими колективами, як Bad Religion, Queens of the Stone Age, Apocalyptica і Tool . Незадовго до релізу альбом просочився на BitTorrent-трекери, після чого став повністю доступним для прослуховування на MySpace-акаунті групи. На дві пісні альбому: «Sleepwalker» та «Karma» були зняті відеокліпи. 
У липні 2011 року гурт брав участь на фестивалі в Англії під назвою Sonisphere.
У вересні 2012 року гурт зняв кліп на пісню «Dark Days», який увійшов до нового альбому під назвою Atlas, реліз якого відбувся 30 жовтня.
Вже у травні 2013 року опубліковано новий кліп гурту на пісню Wild Eyes з альбому Atlas.
11 квітня 2014 року Parkway Drive анонсувала в їх інстаграмі, що вони працюють над новим альбомом, який вийшов у 2015 році.
У травні 2017 року гурт оголосив, що працює над новим альбомом. Вакаліст Вінстон Макколл сказав, що альбом буде "агресивнішим", ніж його попередник Ire. Альбом має вийти у 2018 році.
27 лютого 2018 року гурт випустив Wishing Wells, який є першим синглом з їхнього майбутнього шостого альбому.
13 березня 2018 року гурт оголосив, що їхній шостий студійний альбом Reverence буде випущений 4 травня 2018 року. 14 березня вийшов другий сингл гурту під назвою "The Void"

## Учасники гурту
| Теперішні учасники - Вінстон МакКол — Вокал (2002–наш час) - Джефф Лінг — Гітара (2002–наш час) - Люк «Pig» Кілпатрік — Ритм-гітара (2002–наш час) - Бен «Gaz» Гордон — Ударні (2002–наш час) - Джиа «Pie» О'Коннор — Бас-гітара (2006–наш час) | Колишні учасники - Бретт Верстіг — Бас-гітара, чистий вокал (2002—2004) - Шон «Cashy» Кеш — бас-гітара (2004—2006) |

## Дискографія

### Студійні альбоми
| 2005                 | Killing with a Smile - Released: 2005-08-21 - Label: Resist; Epitaph - Formats: CD, digital download | 39 | —  | —  | —  | —  | —  | —  | —  | —   | —   |             |
| 2007                 | Horizons - Released: 2007-10-06 - Label: Resist; Epitaph - Formats: CD, digital download             | 6  | —  | —  | 27 | —  | —  | —  | —  | —   | —   |             |
| 2010                 | Deep Blue - Released: 2010-06-25 - Label: Resist; Epitaph - Formats: CD, digital download            | 2  | 21 | 39 | —  | 46 | 68 | 84 | —  | —   | 112 | - AUS: Gold |
| 2012                 | Atlas - Released: 2012-10-26 - Label: Resist; Epitaph - Formats: CD, digital download                | 3  | 12 | 32 | —  | 22 | 33 | 57 | 74 | 162 | 48  | - AUS: Gold |
| «—» немає інформації | |    |    |    |    |    |    |    |    |     |     |             |

### Міні-альбоми
| Рік  | Деталі                                                           |
| ---- | ---------------------------------------------------------------- |
| 2004 | Don't Close Your Eyes - Реліз: 2004 - Лейбл: Resist - Формат: CD |

### Спліт альбоми
| Рік  | Деталі                                                                                |
| ---- | ------------------------------------------------------------------------------------- |
| 2003 | Split CD з I Killed the Prom Queen - Реліз: 2003 - Лейбл: Final Prayer - FєФормат: CD |

## Відеографія
| Назва                                                                     | Рік  | Альбом               | Продюсер(и)     |
| ------------------------------------------------------------------------- | ---- | -------------------- | --------------- |
| «Smoke 'Em If Ya Got 'Em» [Архівовано 30 березня 2015 у Wayback Machine.] | 2006 | Killing with a Smile | Н/Д             |
| «Boneyards» [Архівовано 15 січня 2015 у Wayback Machine.]                 | 2007 | Horizons             | Н/Д             |
| «Sleepwalker» [Архівовано 7 грудня 2014 у Wayback Machine.]               | 2010 | Deep Blue            | Н/Д             |
| «Karma» [Архівовано 3 липня 2015 у Wayback Machine.]                      | 2011 | Deep Blue            | Н/Д             |
| «Unrest» [Архівовано 26 червня 2014 у Wayback Machine.]                   | 2011 | Deep Blue            | Н/Д             |
| «Dark Days» [Архівовано 8 січня 2015 у Wayback Machine.]                  | 2012 | Atlas                | Aaron Hymes     |
| «Wild Eyes» [Архівовано 3 грудня 2014 у Wayback Machine.]                 | 2013 | Atlas                | Aaron Hymes     |
| «Bottom Feeder»                                                           | 2015 | Ire                  | Frankie Nasso   |
| «Crushed»                                                                 | 2015 | Ire                  | Carlo Oppermann |
| «Devil's Calling»                                                         | 2016 | Ire (Deluxe Edition) |                 |
| «Bottom Feeder»                                                           | 2016 | Ire                  |                 |